# Dirichletia pubescens
Dirichletia pubescens là một loài thực vật có hoa trong họ Thiến thảo. Loài này được Klotzsch mô tả khoa học đầu tiên năm 1853.